# Haaz Sleiman
Haaz Sleiman, né le 1er juillet 1976  est un acteur américain d'origine libanaise.
Il vit actuellement à Los Angeles après avoir quitté le Liban et s'être d'abord installé dans le Michigan. Un de ses premiers rôles a été dans la comédie afro-américaine gay, The Ski Trip. Récemment, il a tenu le rôle de Tarek dans The Visitor de Thomas McCarthy, un joueur de djembé.
Il a incarné Mohammed dans la première saison de Nurse Jackie, une série télévisée de Showtime, mais son personnage a été supprimé sans explication lors de la deuxième saison.
Il a aussi joué le rôle d'un soldat américain en Irak dans (ER - Urgences) et a fait une apparition dans les séries NCIS : Enquêtes spéciales et Veronica Mars.
Haaz Sleiman est ouvertement homosexuel.

## Filmographie

### Cinéma
- 2004 : The Ski Trip de Maurice Jamal : Tyson
- 2006 : American Dreamz de Paul Weitz : le capitaine moudjahid
- 2007 : The Visitor de Thomas McCarthy : Tarek
- 2007 : Futbaal: The Price of Dreams d'Erik Laibe : Ace
- 2008 : AmericanEast d'Hesham Issawi : Slick Ali, le client en colère
- 2011 : Dorfman in Love de Brad Leong : Cookie
- 2013 : Highland Park d'Andrew Meieran : Ali Rasheed
- 2015 : Those People de Joey Kuhn : Tim
- 2015 : Ideal (court métrage) de Kevan Tucker : le photographe
- 2019 : Love & Debt de Valerie Landsburg : Scott
- 2019 : 3022 de John Suits : Thomas Dahan
- 2020 : Breaking Fast de Mike Mosallam : Mo
- 2021 : Les Éternels (Eternals) de Chloé Zhao : Ben, le mari de Phastos

### Télévision
- 2006 : Urgences (ER), saison 12, épisode 21 The Gallant Hero & the Tragic Victor de Steve Shill : Hodgkins
- 2006 : Company Town de Thomas Carter (téléfilm) : Abby Faisal
- 2007 : 24 heures chrono (24) (série TV), saison 6, épisodes 4, 5 et 6 : Heydar
- 2007 : NCIS : Enquêtes spéciales (NCIS) (série TV), saison 4, épisode 19 Grace Period de James Whitmore Jr : Abdul Wahid
- 2007 : Veronica Mars (série TV), saison 3, épisode 16 Un-American Graffiti de John T. Kretchmer : Nasir Ben-Hafaid
- 2009 : Nurse Jackie (série TV), saison 1 : Mohammed 'Mo-Mo' de La Cruz
- 2010-2011 : Nikita (série TV), saison 1, épisodes 9 et 17 : Kasim Tariq
- 2011 : Le Serment (The Promise) (mini série TV) de Peter Kosminsky : Omar Habash
- 2011 : Les Experts : Miami (CSI : Miami) (série TV), saison 9, épisode 22 Mayday de Sam Hill : Marcel Largos
- 2011 : La Femme du juge (Ricochet) (téléfilm) de Nick Gomez : Robert Savich
- 2011 : Meet Jane (téléfilm) de Jeffrey Nachmanoff : agent Joseph Omari
- 2012 : Beauty and the Beast (série tv), saison 1, épisode 3 All In de P.J. Pesce : détective Wolansky
- 2012-2014 : Covert Affairs (série tv), saison 3, épisodes 13, 14, 16 / saison 5, épisode 1 : Khalid Ansari
- 2013 : Blue Bloods (série tv), saison 4, épisode 7 Drawing Dead de Ralph Hemecker : Teri Damiri
- 2013 : The Good Wife (série tv), saison 5, épisode 9 Whack-a-Mole de Kevin Hooks : Zayeed Shaheed
- 2014 : Person of Interest (série TV), saison 3 épisode 18 Allegiance de Jeffrey G. Hunt : Omar Risha
- 2014 : Reckless (série TV), épisode 10 Fifty-One Percent de Coky Giedroyc : Tariq Al Zahrani
- 2015 : Allegiance (série TV), épisode 1 de Jeffrey Nachmanoff et épisode 6 de Michael Smith : Scott Tolliver
- 2015 : Killing Jesus (téléfilm) de Christopher Menaul : Jésus
- 2015 : The Player (série TV), épisode pilote de Bharat Nalluri : Farid
- 2016 : Of Kings and Prophets (série TV) : Jonathan
- 2017 : The State (mini série TV) de Peter Kosminsky : Dr Rabia
- 2018 : Jack Ryan (série TV), saison 1, six épisodes : Ali
- 2020 : Little America (série TV), épisode 8 The Son de Stephen Dunn : Rafiq
- 2025 : New York, police judiciaire : Joshua Haddad (saison 24, épisode 9)

### Jeu vidéo
- 2007 : Assassin's Creed : Malik Al-Sayf (voix)
- 2011 : Assassin's Creed : Revelations d'Alexandre Amancio : Suleiman 1 (voix)
- 2014 : Diablo III de Nicholas S. Carpenter : voix additionnelles
- 2014 : Diablo III : Reaper of Souls de Marc Messenger : voix additionnelles